# Smaragdglansstare
Smaragdglansstare (Lamprotornis iris) är en fågel i familjen starar inom ordningen tättingar.

## Utseende och läte
Smaragdglansstaren är en mycket vacker och distinkt stare. Fjäderdräkten är mest glänsande grön, med purpurfärgad fläckar på kind och buk. I sämre ljus kan den dock se svart ut. Arten är ytlig sett lik andra glansiga starar, men är mindre än de flesta och skiljs lätt åt genom den gröna fjäderdräkten och mörka ögat. Bland lätena hörs nasala och gnissliga ljud.

## Utbredning och systematik
Fågeln förekommer i skogssavann i Guinea, Sierra Leone och Elfenbenskusten. Den behandlas som monotypisk, det vill säga att den inte delas in i några underarter.

## Levnadssätt
Smaragdglansstaren hittas lokalt i lummigt savann- och skogslandskap. Den ses vanligen i smågrupper som ofta sitter tillsammans i döda träd.

## Status
Arten har ett stort utbredningsområde och beståndet anses vara stabilt. Internationella naturvårdsunionen IUCN listar den därför som livskraftig (LC).